# Шахова олімпіада 1927
I-а шахова олімпіада у 1927 році стала першим офіційним змаганням між збірними командами під егідою ФІДЕ. Турнір відбувся в Лондоні відразу ж після IV конгресу ФІДЕ — 18–29 липня 1927 року.

## Події
В олімпіаді брали участь багато відомих майстрів того часу: Ґрюнфельд (Австрія), Реті (Чехословаччина), Тарраш, Мізес (Німеччина), Мароці (Угорщина), Костіч (Югославія), Томас (Англія), Макс Ейве (Голландія). Але не було, наприклад, чемпіона світу Х. Р. Капапбланки з командою Куби, екс-чемпіона Е. Ласкера, А. Алехіна.
Невчасно подали заявки на участь збірні Сполучених Штатів і Польщі, яких вважали одними із фаворитів турніру. Всього стартувало 16 команд — 15 представляло Європу і одна — Америку (Аргентина).
Регламент був досить строгим — шахістам довелося зіграти 15 партій за 11 днів, що виключало планомірну та якісну підготовку до ігор. Такі стислі терміни були наслідком відсутності значних фінансових можливостей організаторів олімпіади. Учасник олімпіади чехословацький майстер Ріхард Реті так охарактеризував особливість турніру: «Головним розчаруванням була якість партій. Із всіх 480 зіграних на турнірі партій можна опублікувати максимум дюжину, й навряд хоча б одна з них матиме теоретичну цінність. Більшість партій вирішувалися не стратегією і комбінацією, а цейтнотом…»
Перед останнім туром лідирували Угорщина і команда-несподіванка турніру — Данія. Обидві дружини грали проти аутсайдерів, Іспанії і Бельгії, відповідно. Угорці впевнено розгромили суперників 3,5:0,5, а данці спромоглися лише на нічию 2:2. Першим в історії переможцем шахових олімпіад стала команда Угорщини, яка виступала у такому складі: Ґеза Мароці (+6 -0 =6), Ґеза Надь (+8 -3 =3), Арпад Вайда (+5 -3 =5), Ендре Штайнер (+6 -2 =5) і Корнел Гаваші (+4 -1 =3). Данія фінішувала другою, Англія — третьою.
Найкращим індивідуальним результатом стали 80 % набраних очок — такого добилися майстри Гольґер Норман-Гансен (Данія, +11 -2 =2) і Джордж Алан Томас (Англія, +9 -0 =6).

## Турнірна таблиця
| Місце | Країна         | Гравці                                                                                  | Очки |
| ----- | -------------- | --------------------------------------------------------------------------------------- | ---- |
| 1     | Угорщина       | Ґеза Мароці, Ґеза Надь, Арпад Вайда, Корнел Гаваші, Ендре Штайнер                       | 40   |
| 2     | Данія          | Орла Германн Краузе, Хольґер Норман-Гансен, Ерік Андерсен, Карл Рубен                   | 38½  |
| 3     | Англія         | Генрі Аткінс, Фредерік Єйтс, Джордж Алан Томас, Режинальд Прайс Мічелл, Едмунд Спенсер  | 36½  |
| 4     | Нідерланди     | Макс Ейве, Генрі Веенінк, Ґерард Крооне, Ян Віллем те Кольсте, Віллем Шелфхут           | 35   |
| 5     | Чехословаччина | Ріхард Реті, Карл Гільг, Карел Громадка, Амос Покорни, Ладіслав Прокеш                  | 34½  |
| 6     | Німеччина      | Зіґберт Тарраш, Жак Мізес, Карл Карлс, Гейнріх Ваґнер                                   | 34   |
| 7     | Австрія        | Ернст Ґрюнфельд, Йозеф Локвенц, Ганс Кмох, Зігфрід Вольф, Теодор Ґрубер                 | 34   |
| 8     | Швейцарія      | Ганс Йонер, Оскар Неґелі, Отто Зіммерманн, Анрі Гроб, Вальтер Мікел                     | 32   |
| 9     | Югославія      | Борислав Костіч, Владімір Вукович, Лайош Асталош, Саді Калабар                          | 30   |
| 10    | Італія         | Стефанно Росселлі дель Турко, Маріо Монтічеллі, Массіміліано Ромі, Антоніо Сакконі      | 28½  |
| 11    | Швеція         | Аллан Нільссон, Густав Нігольм, Ернст Якобсон, Ґьоста Штольц                            | 28   |
| 12    | Аргентина      | Роберто Ґрау, Хуан Ріварола, Алехандро Ногес Акуна, Луїс Палау                          | 27   |
| 13    | Франція        | Андре Шерон, Андре Мюффан, Жорж Рено, Луі Бетбедер                                      | 24½  |
| 14    | Фінляндія      | Анатол Чепурнов, Бірґер Расмуссон, Ейно Хейлімо, Йоханнес Терхо                         | 21½  |
| 15    | Бельгія        | Джордж Колтановський, Ісідор Ценсер, Арсен Лувіо, Марсел Ценсер                         | 21½  |
| 16    | Іспанія        | Мануель Гольмайо де ла Торрієнте, Валентін Марін Лльовет, Хосе Вілардебо, Пласідо Солер | 14½  |

### Результати ігор
| Місце | Країна         | 1  | 2  | 3  | 4  | 5  | 6  | 7  | 8  | 9  | 10 | 11 | 12 | 13 | 14 | 15 | 16 | Очки | КО | Перемоги | Нічиї | Поразки |
| ----- | -------------- | -- | -- | -- | -- | -- | -- | -- | -- | -- | -- | -- | -- | -- | -- | -- | -- | ---- | -- | -------- | ----- | ------- |
| 1.    | Угорщина       |    | 1  | 2½ | 1½ | 3  | 3  | 3  | 1½ | 4  | 3  | 1½ | 3½ | 3  | 2½ | 3½ | 3½ | 40   | 22 | 11       | 0     | 4       |
| 2.    | Данія          | 3  |    | 2½ | 2  | 3½ | 2½ | 1½ | 2½ | 1  | 2  | 2½ | 3  | 3  | 3½ | 2  | 4  | 38½  | 23 | 10       | 3     | 2       |
| 3.    | Англія         | 1½ | 1½ |    | 3  | 1½ | 2½ | 1½ | 3  | 3½ | 2  | 3½ | 2½ | 2½ | 2  | 3  | 3  | 36½  | 20 | 9        | 2     | 4       |
| 4.    | Нідерланди     | 2½ | 2  | 1  |    | 3  | 2  | 2½ | 1½ | 2  | 3½ | 4  | 2  | 1  | 3½ | 2  | 2½ | 35   | 19 | 7        | 5     | 3       |
| 5.    | Чехословаччина | 1  | ½  | 2½ | 1  |    | 2½ | 1½ | 2½ | 2½ | 2½ | 1  | 4  | 2½ | 3  | 3½ | 4  | 34½  | 20 | 10       | 0     | 5       |
| 6.    | Німеччина      | 1  | 1½ | 1½ | 2  | 1½ |    | 2  | 3  | 2½ | 2½ | 3  | 2½ | 2½ | 3  | 2½ | 3  | 34   | 20 | 9        | 2     | 4       |
| 7.    | Австрія        | 1  | 2½ | 2½ | 1½ | 2½ | 2  |    | 1½ | 3  | 1½ | 2½ | 2½ | 3  | 3½ | 1½ | 3  | 34   | 19 | 9        | 1     | 5       |
| 8.    | Швейцарія      | 2½ | 1½ | 1  | 2½ | 1½ | 1  | 2½ |    | 2  | 1½ | 2½ | 1½ | 2  | 3½ | 3½ | 3  | 32   | 16 | 7        | 2     | 6       |
| 9.    | Югославія      | 0  | 3  | ½  | 2  | 1½ | 1½ | 1  | 2  |    | 2½ | 3  | 1½ | 3½ | 3  | 2  | 3  | 30   | 15 | 6        | 3     | 6       |
| 10.   | Італія         | 1  | 2  | 2  | ½  | 1½ | 1½ | 2½ | 2½ | 1½ |    | 1  | 2½ | 2  | 3  | 3  | 2  | 28½  | 14 | 5        | 4     | 6       |
| 11.   | Швеція         | 2½ | 1½ | ½  | 0  | 3  | 1  | 1½ | 1½ | 1  | 3  |    | 1½ | 4  | 3  | 1½ | 2½ | 28   | 12 | 6        | 0     | 9       |
| 12.   | Аргентина      | ½  | 1  | 1½ | 2  | 0  | 1½ | 1½ | 2½ | 2½ | 1½ | 2½ |    | 1½ | 2  | 3  | 3½ | 27   | 12 | 5        | 2     | 8       |
| 13.   | Франція        | 1  | 1  | 1½ | 3  | 1½ | 1½ | 1  | 2  | ½  | 2  | 0  | 2½ |    | 1  | 3  | 3  | 24½  | 10 | 4        | 2     | 9       |
| 14.   | Фінляндія      | 1½ | ½  | 2  | ½  | 1  | 1  | ½  | ½  | 1  | 1  | 1  | 2  | 3  |    | 2½ | 3½ | 21½  | 8  | 3        | 2     | 10      |
| 15.   | Бельгія        | ½  | 2  | 1  | 2  | ½  | 1½ | 2½ | ½  | 2  | 1  | 2½ | 1  | 1  | 1½ |    | 2  | 21½  | 8  | 2        | 4     | 9       |
| 16.   | Іспанія        | ½  | 0  | 1  | 1½ | 0  | 1  | 1  | 1  | 1  | 2  | 1½ | ½  | 1  | ½  | 2  |    | 14½  | 2  | 0        | 2     | 13      |